# Rivers Cuomo
Rivers Cuomo, född 13 juni 1970 i New York i USA, är en amerikansk musiker, känd som sångare, gitarrist och låtskrivare i rockbandet Weezer. Han växte upp i Connecticut.
Cuomo har skrivit nästan alla låtar till Weezers hittills sju album. Låtarna handlar ofta om obegriplig kärlek, som till exempel i "El Scorcho" och "Keep Fishin'". Den 18 december 2007 släpptes samlingsalbumet Alone - The Home Recordings of Rivers Cuomo av Geffen Records i USA. Det är en samling av demoinspelningar av Cuomo själv mellan 1992 och 2007.
Har även gjort en låt med välkända B.o.B, Magic.

## Diskografi
Abum med Weezer
- Weezer (The Blue Album) (1994)
- Pinkerton (1996)
- Weezer (The Green Album) (2001)
- Maladroit (2002)
- Make Believe (2005)
- Weezer (The Red Album) (2008)
- Raditude (2009)
- Hurley (2010)
- Death to False Metal (2011)
- Everything Will Be Alright in the End (2014)
- Weezer (The White Album) (2016)
- Pacific Daydream (2017)
- Weezer (Teal Album) (2019)
- Weezer (The Black Album) (2019)
- Ok Human (Januari 2021)
- Van Weezer (Maj 2021)

Soloalbum
- Alone: The Home Recordings of Rivers Cuomo (2007)
- Alone II: The Home Recordings of Rivers Cuomo (2008)
- Not Alone – Rivers Cuomo and Friends: Live at Fingerprints (2009)
- Alone III: The Pinkerton Years (2011)
- Scott & Rivers (2013)